# Solenostomus cyanopterus
Solenostomus cyanopterus – gatunek ryby promieniopłetwej z rodziny Solenostomidae, zamieszkujący rafy koralowe rejonu indopacyficznego. Z powodu obecności kostnych płytek pod skórą jest prawie nieruchomy, co uniemożliwia mu ucieczkę przed drapieżnikami. Długość ciała Solenostomus cyanopterus dochodzi do 17 cm. Ubarwienie bardzo różnorodne.